# Yle TV2
Yle TV2 е телевизионен канал във Финландия, втора програма на обществената държавна телевизия Yle. Създаден е през 1965 г., като наследява бившите телевизионни канали TES-TV (Tesvisio) и Tamvisio. Излъчва обществени програми, спорт, драма, детски, младежки и музикални програми.

## История
Kakkoskanava, или ТВ програма 2, възниква с покупката на Tesvisio от Yleisradio през 1964 г., която не е в състояние да се конкурира с Suomen Television на Yle за зрители и с Mainotelevision за рекламни приходи и е пред фалит. Няколко седмици по-късно Yle купува и Tamvision в Тампере. Сделката, считана за прекалено скъпа, отслабва финансите на Yle за дълго време. Финландия е първата в скандинавските страни, която има втори телевизионен канал, докато в Швеция – SVT2 (тогава TV2) стартира едва четири години по-късно, през декември 1969 г. В Норвегия и Дания остава само един канал до средата на 80-те и 90-те години на XX век. Обхватът на TV2 постепенно се разширява в цяла Финландия и едва в края на 80-те години на XX век обхватът на канала достига до цялото население на Финландия.

### 1964 – 1975
Първият директор на TV2 е доцентът Хелге Миетунен, той подкрепя разполагането на канала в Хелзинки. Поради регионалната политика обаче Съветът на директорите на Yle решава седалището на канала да бъде разположено в Тампере. По отношение на партийната политика TV2 първоначално е под управлението на партия „Национална коалиция“, чиито алтернативи за управление на канала са Нийло Тарваярви (от радио-телевизионната среда) и филмовият режисьор и сценограф Ханну Леминен, който след това е избран. Каналът работи на загуба от десет милиона марки годишно. През 1967 г. генералният директор на Yle, Ейно С. Репо, предлага производствените звена на двата телевизионни канала да бъдат отделени от техните канали, за да могат да продуцират програми и за двата канала. Предложението е отхвърлено с малка разлика от съвета на директорите на Yle. Бъдещето на Втори канал е неясно до 1969 г., когато след заплахата от затваряне Управителният съвет на Yle най-накрая решава да разшири преносната мрежа на канала.

## Логотипи
- Лого на Yle TV2 от 2005 до 2007 г.
- Лого на Yle TV2 от май 2007 до 4 март 2012 г.
- Лого на Yle TV2 от 5 март 2012 г.
- Лого на Yle TV2 с HD формат след 2012 г.